# Frangovo
Frangovo (mazedonisch Франгово; albanisch definit Frëngova, indefinit Frëngovë) ist ein kleines Dorf in der Gemeinde Struga im Südwesten Nordmazedoniens.

## Geographie
Das Dorf liegt etwas abseits von der Ebene von Struga, in einem Tal, wo ein kleiner Bach fließt. Frangovo ist von vielen Wäldern umgeben und liegt 6 Kilometer von der Grenze zu Albanien entfernt. Nachbardörfer sind im Norden Radolišta und Fjerišta (Vorort von Frangovo), im Osten Kališta und im Süden Mali Vlaj. Die Sicht zum Ohridsee bleibt wegen eines Bergs verborgen.

## Bevölkerung, Sprache und Religion
Die Bevölkerung setzt sich laut der Volkszählung 2021 wie folgt zusammen: 1.156 toskische und muslimische Albaner, 1 muslimischer Bosniake und 49 Angehörige anderer Ethnien.
| Volkszählung | 1921 | 1948 | 1953 | 1961 | 1971 | 1981 | 1991 1 | 1994 | 2002 | 2021 |
| ------------ | ---- | ---- | ---- | ---- | ---- | ---- | ------ | ---- | ---- | ---- |
| Einwohner    | 448  | 652  | 758  | 844  | 1088 | 1254 | 0      | 1554 | 1739 | 1206 |

## Wirtschaft und Infrastruktur
Die Einwohner beschäftigen sich vielseitig. Ein Teil der Bevölkerung arbeitet in der Forstwirtschaft, ein anderer Teil in der Landwirtschaft, aber der größte Teil ist im Westen und in der benachbarten Stadt Struga beschäftigt (Gewerbe und Handel).
Das Dorf ist durch die Europastraße E852 von Ohrid nach Struga (sie führt weiter nach Albanien, wo sie in Tirana endet) verbunden. Der Flughafen Ohrid liegt nur 15 Kilometer entfernt. Bei der Straße handelt es sich um den Paneuropäischen Verkehrskorridor VIII.